# Mestský Športový Klub Žilina
Il Mestský Športový Klub Žilina, meglio noto semplicemente come Žilina, è una società calcistica slovacca con sede a Žilina.
Fondato nel dicembre 1908, con 7 titoli nazionali, figura al secondo posto nell'albo d'oro storico del campionato slovacco, dietro al solo Slovan Bratislava.

## Cronistoria del nome
- 1909 - Fondata come Zsolnai Testgyakorlók Köre (ZsTK)
- 1910 - Rinominata Zsolnai Sport Egyesület
- 1919 - Rinominata SK Žilina
- 1948 - Rinominata Sokol Slovena Žilina
- 1953 - Rinominata Jiskra Slovena Žilina
- 1956 - Rinominata DSO Dynamo Žilina
- 1961 - Prima qualificazione alle coppe europee, Coppa delle Coppe 1961/62
- 1963 - Rinominata Jednota Žilina
- 1967 - Rinominata TJ ZVL Žilina
- 1990 - Rinominata ŠK Žilina
- 1995 - Rinominata MŠK Žilina

## Storia
Negli ultimi anni vincendo recentemente i campionati slovacchi ha potuto giocare nelle coppe europee. Uno dei migliori calciatori dello Žilina è stato sicuramente Marek Mintál che tra il 1996 e il 2003 ha contribuito alla vittoria del Campionato slovacco 2001/02 segnando 21 reti e a quello del 2002/03 segnando 20 reti e vincendo in entrambe le occasioni il titolo di capocannoniere. Anche grazie a lui lo Žilina vince il Campionato slovacco 2003/04 e la Supercoppa di Slovacchia del 2003. Nella UEFA Champions League 2003-2004 arrivano al terzo turno preliminare per poi essere eliminati dal Chelsea, che arriverà in semifinale. Nell'agosto del 2010 l'IFFHS gli assegna il titolo di squadra mondiale del mese: la società slovacca si conquista questo premio dopo aver ottenuto 8 vittorie e 5 pareggi tra il 17 luglio e l'11 settembre dello stesso anno rimanendo imbattuta nell'intero mese di agosto. Nella Champions 2010/2011 riesce nell'impresa di accedere alla fase a gironi, dopo aver eliminato negli spareggi i "cugini" cechi dello Sparta Praga vincendo entrambe le gare (2-0 a Praga, 1-0 in Slovacchia); tuttavia la squadra slovacca viene eliminata nella fase a gironi.

## Statistiche e record

### Statistiche nelle competizioni UEFA
Tabella aggiornata alla stagione 2024-2025.
| Competizione                             | Partecipazioni | G  | V  | N | P  | RF | RS |
| ---------------------------------------- | -------------- | -- | -- | - | -- | -- | -- |
| Coppa dei Campioni/UEFA Champions League | 7              | 28 | 9  | 5 | 14 | 27 | 45 |
| Coppa delle Coppe UEFA                   | 1              | 4  | 3  | 0 | 1  | 7  | 6  |
| Coppa UEFA/UEFA Europa League            | 8              | 39 | 18 | 8 | 13 | 37 | 50 |
| UEFA Conference League                   | 2              | 12 | 6  | 1 | 5  | 25 | 26 |
| Coppa Intertoto                          | 2              | 8  | 4  | 1 | 3  | 9  | 12 |

## Organico

### Rosa 2025-2026
Aggiornata al 24 luglio 2025.
| N. |                           | Ruolo | Calciatore      |
| -- | ------------------------- | ----- | --------------- |
| 1  | Slovacchia (bandiera)     | P     | Jakub Badžgoň   |
| 4  | Ucraina (bandiera)        | D     | Nikita Kelembet |
| 6  | Camerun (bandiera)        | C     | Xavier Adang    |
| 7  | Slovacchia (bandiera)     | A     | František Kóša  |
| 10 | Slovacchia (bandiera)     | A     | Adrián Kaprálik |
| 11 | Ghana (bandiera)          | C     | Samuel Gidi     |
| 14 | Slovacchia (bandiera)     | D     | Michal Svoboda  |
| 16 | Slovacchia (bandiera)     | A     | Patrik Iľko     |
| 17 | Slovacchia (bandiera)     | D     | Ján Minárik     |
| 18 | Costa d'Avorio (bandiera) | D     | Marcus Traoré   |
| 19 | Slovacchia (bandiera)     | D     | Samuel Kopásek  |
| 20 | Slovacchia (bandiera)     | D     | Kristián Bari   |
| 21 | Slovacchia (bandiera)     | D     | Timotej Hranica |

| N. |                       | Ruolo | Calciatore                |
| -- | --------------------- | ----- | ------------------------- |
| 22 | Slovacchia (bandiera) | P     | Jakub Jokl                |
| 23 | Slovacchia (bandiera) | C     | Michal Faško              |
| 24 | Slovacchia (bandiera) | C     | Samuel Ďatko              |
| 25 | Rep. Ceca (bandiera)  | D     | Filip Kaša                |
| 27 | Nigeria (bandiera)    | A     | Ridwan Sanusi             |
| 28 | Georgia (bandiera)    | D     | Aleksandre Narimanidze    |
| 29 | Slovacchia (bandiera) | A     | Dávid Ďuriš               |
| 30 | Slovacchia (bandiera) | P     | Ľubomír Belko             |
| 33 | Slovacchia (bandiera) | C     | Tobiáš Pališčák           |
| 34 | Slovacchia (bandiera) | A     | Lukáš Prokop              |
| 39 | Rep. Ceca (bandiera)  | A     | Lukáš Juliš               |
| 66 | Slovacchia (bandiera) | C     | Miroslav Káčer (capitano) |
| 95 | Croazia (bandiera)    | A     | Marko Roginić             |

## Palmarès

### Competizioni nazionali
- Campionato slovacco: 7 [1]

1927-1928, 1928-1929, 2001-2002, 2002-2003, 2003-2004, 2006-2007, 2009-2010, 2011-2012, 2016-2017
- Coppa di Slovacchia: 1

2011-2012
- Supercoppa di Slovacchia: 5

2003, 2004, 2007, 2010, 2012

### Competizioni internazionali
- Coppa Intertoto: 1

1969

### Altri piazzamenti
- Coppa di Cecoslovacchia:

Finalista: 1960-1961
- Campionato slovacco:

Secondo posto: 2004-2005, 2007-2008, 2008-2009, 2014-2015, 2019-2020
Terzo posto: 1939, 1939-1940, 1941-1942, 2010-2011, 2024-2025
- Coppa di Slovacchia:

Finalista: 2010-2011, 2012-2013, 2018-2019, 2020-2021
Semifinalista: 2001-2002, 2002-2003, 2004-2005, 2007-2008, 2017-2018
- Supercoppa di Slovacchia:

Finalista: 2002
- Coppa Mitropa:

Finalista: 1973-1974
Secondo posto: 1982-1983

## Stagioni passate
- 2011-2012